# Самит Парк (Јута)
Самит Парк (енгл. Summit Park) насељено је место без административног статуса у америчкој савезној држави Јута.

## Демографија
По попису из 2010. године број становника је 7.775, што је 1.178 (17,9%) становника више него 2000. године.
| Група             | 2000.         | 2010.         |
| Белци             | 6.149 (93,2%) | 6.832 (87,9%) |
| Афроамериканци    | 18 (0,3%)     | 39 (0,5%)     |
| Азијати           | 58 (0,9%)     | 121 (1,6%)    |
| Хиспаноамериканци | 255 (3,9%)    | 686 (8,8%)    |
| Укупно            | 6.597         | 7.775         |